# 2024년 하계 올림픽 콩고 민주 공화국 선수단
콩고민주공화국은 2024년 7월 26일부터 8월 11일까지 파리에서 열리는 2024년 하계 올림픽에 출전했다. 콩고민주공화국은 1968년 하계 올림픽에서 콩고민주공화국이라는 이름으로 공식 데뷔한 이후 12회 연속 하계 올림픽에 출전하게 된다. 콩고-킨샤사(Congo-Kinshasa)의 대표팀으로, 공식 데뷔 16년 만에 자이르(Zaire)라는 이름으로 4회 대회에 출전한 바 있다.

## 출전 선수
| 종목 | 남자 | 여자 | 전체 |
| ---- | ---- | ---- | ---- |
| 육상 | 1    | 0    | 1    |
| 복싱 | 0    | 2    | 2    |
| 유도 | 1    | 0    | 1    |
| 수영 | 1    | 1    | 2    |
| 전체 | 3    | 3    | 6    |

## 매달 집계
| 종목 | 1 | 2 | 3 | 합계 |
| 종목 | ' | ' | ' | '    |
| 종목 | ' | ' | ' | '    |
| 종목 | ' | ' | ' | '    |
| 합계 | ' | ' | ' | '    |

## 같이 보기
- 2024년 하계 올림픽